# Amparo Valle Vicente
Amparo Valle Vicente (València, 15 de juliol de 1939 - 29 de setembre de 2016) va ser una actriu valenciana. Des de 1959 va dur a terme una llarguíssima trajectòria en cinema, televisió i teatre, on també va exercir com a directora.Tota la seva família està relacionada amb el món de l'espectacle. El seu marit és el director de teatre Gerardo Malla, i els seus dos fills, Miquel i Coque Malla, són músics, sent el segon també actor, a més de cantant del grup Los Ronaldos.

## Filmografia
Llargmetratges
| - María Rosa (1965) - El certificado (1970) - Pim, pam, pum... ¡fuego! (1975) - El segundo poder (1976), - El camino (1977 - Las truchas (1978) - El canto de la cigarra (1980) - Extramuros (1985) - Caín (1987) - Espérame en el cielo (1988) - El vuelo de la paloma (1989) - Bajarse al moro (1989) - Todo es mentira (1994) - Flores de otro mundo (1999) - Don Quixote (2000) | - Sagitario (2001) - Los pasos perdido (2001) - Carne de gallina (2002) - Primer y último amor (2002) - Noviembre (2003) - Imagining Argentina (2003) - Teresa Teresa (2003) - Lo mejor que le puede pasar a un cruasán (2003) - Semen, una historia de amor (2005) - Días de cine (2007) - Teresa, el cuerpo de Cristo (2007) - Bajo las estrellas (2007) - Nobody's Rose (2011) - Viral (2013) - The Lobito (2013) |

Curtmetratges
| - Aquel humo gris (1967) - Apunte sobre Ana (1973) - El pretendiente (1982) - Perro, ¿qué miras? (1995) - El figurante (2000) - Agüela (2001) | - Diminutos del calvario (2001) - Derecho de admisión (2001) - El horrible crimen ritual de la calle Tribulete (2004) - No pasa nada (2006) - Ramona (2011) |

### Televisió
| - Gran teatro (1960) - Teatro de siempre (1969 i 1970) - Páginas sueltas (1970) - Hora once (1970) - Estudio 1 (1971 i 1983) - Brigada Central (1989) - Brigada central 2: La guerra blanca (1992) - Compuesta y sin novio (1994) - Canguros (1995) - Farmacia de guardia (1991-1995) - Hermanas (1998) - Periodistas (1998 i 1999) - Petra Delicado (1999) - 7 Vidas (1999 i 2002) - Policías, en el corazón de la calle (2000) - Hospital Central (2000) | - El comisario (2000, 2002, 2005 i 2008) - El botones sacarino (2001) - Un paso adelante (2003) - Maneras de sobrevivir (2005) - Con dos tacones (2006) - MIR (2007) - Fuera de lugar (2008) - Física o Química (2008) - La familia Mata (2009) - Amar en tiempos revueltos (2009) - Los exitosos Pells (2009) - Doctor Mateo (2009) - Hay alguien ahí (2010) - La que se avecina (2011, 2013) - Cuéntame cómo pasó (2013) |

## Premis
- Premi Nacional de Teatre
- Medalla d'Or de Valladolid a la millor actriu per "La Murga" (1973)
- Premi Margarida Xirgu a la millor actriu per "La Murga" (1973)
- Premi a la millor actriu al Festival de Tardor de Madrid (1993)
- Premi del Festival Internacional de Cinema de Dones de Bordeus per "Flores de otro mundo" (1999) compartit amb Lissete Mejía, Marilyn Torres i Elena Irureta.